# 利沃夫高城堡
利沃夫高城堡，又稱利沃夫城堡山（羅馬化：Vysokyi zamok / Zamkova hora），是烏克蘭城市利沃夫的一座城堡遺跡。利沃夫高城堡高413米，是利沃夫的最高點。現在利沃夫高城堡處於廢墟狀態。